# سیارک ۲۲۹۹۸
سیارک ۲۲۹۹۸ (به انگلیسی: 22998 Waltimyer، نامگذاری:1999VY70) بیست و دو هزار و نهصد و نود و هشتمین سیارک کشف شده‌است که در ۴ نوامبر ۱۹۹۹ کشف شد.
قدر مطلق سیارک برابر ۱۵.۵ است.